# Salam casalin
Il Salam casalin è un insaccato  considerato prodotto tradizionale dalla regione Lombardia e dal Ministero. Secondo il disciplinare ha come area di produzione la provincia di Mantova e può essere preparato solo «...con l'utilizzo di suini allevati in azienda e trasformati direttamente nella stessa nel rispetto della tradizione rurale». 
Alla carne di suino si aggiunge grasso, anch'esso di suino "maturo" aromatizzato con sale, pepe, aglio fresco (pelato e pestato), vino o grappa, chiodi di garofano, noce moscata, nitrato di potassio come conservante.
Il salame, insaccato in budello naturale ha un peso tra gli 800 g e i 3 kg e un diametro da 4 a 10 cm, ha forma cilindrica regolare con un rigonfiamento nella parte opposta alla legatura. 
La stagionatura minima è di due mesi per le pezzature piccole, mentre per le pezzature grandi deve essere di 4 mesi.
Ha anche il riconoscimento tra i Presidii di Slow Food con la denominazione "Salame casalin dei contadini mantovani".